# Kurahashi Nozomi
Yoshizawa Ayumi (吉沢 あゆみ) (1975) é uma modelo fotográfica japonesa, também conhecida por seu pseudônimo Kurahashi Nozomi (倉橋のぞみ).

## Carreira
Fez sua estreia quando tinha 11 anos e, consequentemente, frequentava o ensino primário. A partir de então, publicou todos os anos, principalmente durante o seu período como estudante do segundo ciclo, compilações fotográficas nas quais posava despida.
Graças ao facto/fato deste tipo de compilações ser ainda legal na década de 1980, Nozomi representava uma lolita, o que lhe granjeou grande popularidade junto dos seus fãs.
Além disso, havia uma discrepância de 2 anos entre a idade real de Kurahashi Nozomi e a sua idade declarada quando da publicação de várias colectâneas de fotografias, de modo que a modelo tinha de facto 11 anos, em vez de 13 no ano de 1986.
Aos 13 anos publica a sua última colectânea antes de se ausentar por um longo período de tempo, uma ausência que iria durar até ao ano de 1999, ano no qual anuncia a publicação de mais uma colectânea. Apesar da sua idade, Nozomi mantinha ainda um pequeno vestígio da sua imagem dos anos 80, o que levou a uma rápida ascensão em termos de popularidade. 
O seu primeiro livro desde os seus tempos como modelo adolescente "Kurahashi Nozomi, 24 anos" contém, contudo, um grande número de fotografias reminiscentes ao estilo dos seus primeiros anos.

## Colectâneas
- Kurahashi Nozomi 13 Years old (1986) (倉橋のぞみ13歳 (1986年))
- Kurahashi Nozomi 14 Years old (1987) (倉橋のぞみ14歳 (1987年))
- Kurahashi Nozomi Photobook Vol.3 Last Message (1988) (倉橋のぞみ写真集 Vol.3 ラストメッセージ (1988年))
- Kurahashi Nozomi 24 Years old (1999) (倉橋のぞみ24歳 (1999年))
- Kurahashi Nozomi Again (2001) (倉橋のぞみアゲイン (2001年))
- Kurahashi Nozomi in Belgium (2002) (倉橋のぞみinベルギー王国 (2002年))